# Shidōkan
Shidōkan (jap. 士道館) – styl walki, stworzony przez japońskiego mistrza Yoshiji Soeno.
Jest, zgodnie z myślą jego twórcy, jednym ze stylów karate. Stanowi on jednak połączenie tradycyjnych technik kontaktowego karate z elementami thai-boxingu, judo i jiu-jitsu. Scala więc w sobie tradycję japońskich sztuk walki z dorobkiem innych systemów. Shidokan cechuje się wszechstronnością i praktycznością techniki, która nastawiona jest na kontaktową walkę sportową i samoobronę. Pozostaje przy tym wciąż otwarty na doświadczenie i wiedzę z zakresu różnych dyscyplin. Shidokan jest dzięki temu żywą sztuką walki, która jest stale doskonalona i modyfikowana. Zawodnicy Shidokan startują w licznych turniejach na świecie organizowanych przez różne organizacje, według różnych przepisów sportowych.
Shidokan obejmuje trzy podstawowe formuły walki: bare knuckle karate, thai kick boxing i grappling (walka na chwyty). Nazywany jest dlatego triathlonem sztuk walki.